# Dynamizm
Dynamizm (od gr. δύναμη, trl. dýnamis – siła; ang. dynamism) – każdy pogląd filozoficzny traktujący ruch, rozwój, zmienność lub stawanie się, w przeciwstawieniu do statyczności, jako pierwotny i podstawowy czynnik bytu.
Dynamizmem jest m.in. aktywizm i materializm dialektyczny.

## Historyczne przykłady dynamizmów

### Dynamizm w pojmowaniu przyrody u Arystotelesa
W koncepcji Arystotelesa przyroda jest dynamiczna – działają w niej samorzutne siły, związane z celowym dążeniem wszystkich ciał. Według niego aktywność, działanie stanowią istotę bytu. W substancji zachodzą procesy przemian, polegających na przechodzeniu ze stanów możności do aktu.

### Dynamizm bytu u stoików
Stoicy przyjmowali, że wszechświat jest jednorodny: jest tylko materią i nieodłącznym od niej ruchem, właściwym pneumie (obecnej we wszystkich ciałach). Ruch ten polega na napięciu (gr. τóνος, trl. tonos) materii, jest wewnętrznym ruchem rzeczy. Od jego intensywności zależy stan pneumy: najmniej intensywny jest w ciałach martwych, najbardziej – w istotach rozumnych.

### Dynamizm u Plotyna
Według Plotyna istotę bytu stanowi ciągłe stawanie się. Jest jeden byt, rozwijający się i wyłaniający z siebie nowe, różnorodne postacie – emanacje.

### Dynamistyczna koncepcja materii Leibniza
Monady Leibniza stale się zmieniają – są to jednak zmiany wewnętrzne. Wzajemne oddziaływania między monadami są niemożliwe: monada może zmieniać jedynie samą siebie, a każda zmiana musi mieć wystarczający powód w zmianie poprzedniej. Kolejność zmian w obrębie monady tworzy nieprzerwany ciąg, a każdej zmianie w monadzie odpowiada stosowna zmiana we wszystkich innych monadach – ponieważ każda z monad zawiera w sobie potencjalnie wszystkie stany, które realizując się, stanowią właściwą reakcję na wszelkie inne zmiany w świecie.

Doktryna Leibniza przeciwstawna jest mechanicyzmowi Kartezjusza – błąd kartezjanizmu Leibniz widział właśnie w koncepcji materii nieuwzględniającej czynników dynamicznych.